# One Tree Hill (singel U2)
„One Tree Hill” – piosenka rockowej grupy U2, pochodząca z wydanego w 1987 roku albumu, The Joshua Tree. Została wydana jako singel w Nowej Zelandii, gdzie szybko wspięła się na szczyty list przebojów. Tytuł utworu nawiązuje do szczytu wulkanicznego One Tree Hill, który znajduje się właśnie w Auckland w Nowej Zelandii. Piosenka została napisana ku pamięci osobistego asystenta Bono, Grega Carrolla, rodowitego Nowozelandczyka, który zginął w wypadku motocyklowym w 1986 roku. Tekst odnosi się także do chilijskiego folkowego artysty, Victora Jara.
Piosenka została po raz pierwszy wykonana na żywo 10 września 1987 roku i była grana na początku oraz podczas ostatnich koncertów trzeciego etapu trasy Joshua Tree Tour i należy do stałego repertuaru podczas koncertów w Nowej Zelandii. Utwór został wykonany także w trakcie kilku występów zespołu w ramach trasy Lovetown Tour. Piosenka nie była grana na żywo od tamtego czasu aż do roku 2006, gdy U2 wykonało ją podczas trasy Vertigo Tour, dwa razy w Auckland i dwa razy w Tokio. W sumie utwór został zagrany na żywo czterdzieści razy.
Utwory dodatkowe na wydaniu singla oraz jego okładka, były takie same jak wydanie „In God’s Country”, dostępne wyłącznie w Ameryce Północnej.

## Lista utworów
1. „One Tree Hill” (5:23)
2. „Bullet the Blue Sky” (4:32)
3. „Running to Stand Still” (4:20)